# Noah Robbins
Noah Robbins, född 6 oktober 1990 i Washington, D.C., är en amerikansk skådespelare.

## Biografi
Noah Robbins gick ut skolan 2009 och gjorde samma år debut på Broadway i en uppsättning av Brighton Beach Memoirs.
Robbins har bland annat medverkat i filmerna The Trial of the Chicago 7 och Fly Me to the Moon.

## Filmografi (i urval)

### Film
| År   | Titel                      | Roll                 |
| ---- | -------------------------- | -------------------- |
| 2016 | Indignation                | Marty Ziegler        |
| 2016 | Miss Sloane                | Franklin             |
| 2017 | The Outcasts               | Martin Vimmel        |
| 2017 | Aardvark                   | Daniel               |
| 2017 | Fatal Crossing             | Eric                 |
| 2018 | Cruise                     | Anthony Panagopoulos |
| 2018 | The Week Of                | Noah                 |
| 2018 | Set It Up                  | Bo                   |
| 2019 | Villains                   | Nick                 |
| 2019 | The Assistans              | Assistent            |
| 2020 | The Trial of the Chicago 7 | Lee Weiner           |
| 2021 | Treat                      | Robbie               |
| 2023 | Leo                        | Kioskbetjänt (röst)  |
| 2024 | Fly Me to the Moon         | Kommande             |

### TV
| År        | Titel                         | Roll             | Notering                                       |
| --------- | ----------------------------- | ---------------- | ---------------------------------------------- |
| 2014      | NBC's The Slap                | Lee              | Avsnitt: "Harry"                               |
| 2015      | Orange Is The New Black       | Samuel           | Avsnitt: "Where My Dreidel At"                 |
| 2015      | Masters of Sex                | Henry Johnson    | Avsnitt: "Parliament of Owls"                  |
| 2015      | Gotham                        | Evan Pike        | Avsnitt: "Rise of the Villains: Scarification" |
| 2015      | The Good Wife                 | Josh Shelby      | Avsnitt: "Discovery"                           |
| 2016      | You Made It Worse             | Ryan             | Avsnitt: "Bake, Bake, Bake, Bake It Off"       |
| 2016      | Younger                       | Bryce Reiger     | 4 avsnitt                                      |
| 2017      | Blue Bloods                   | Richie Turner    | Avsnitt: "A Deep Blue Goodbye"                 |
| 2017-2019 | Unbreakable Kimmy Schmidt     | Zach             | 7 avsnitt                                      |
| 2018      | Forever                       | Mark Erickson    | 4 avsnitt                                      |
| 2019      | Evil                          | Sebastian Lewin  | 3 avsnitt                                      |
| 2020-2021 | Billions                      | Merle Howard     | 2 avsnitt                                      |
| 2021      | The Blacklist                 | William Benedict | Avsnitt: "Captain Kidd (No.96)"                |
| 2023      | Awkwafina Is Nora from Queens | Jaxon            | Avsnitt: "Bad Grandma"                         |

### Teater
| År   | Titel                  | Roll                           | Teater                            |
| ---- | ---------------------- | ------------------------------ | --------------------------------- |
| 2009 | Brighton Beach Memoirs | Ung Eugene Morris Jerome       | Nederlander Theater, New York     |
| 2011 | Arcadia                | Gus Coverly / Augustus Coverly | Ethel Barrymore Theater, New York |
| 2011 | Dödssynden             | Dill Harris                    | Shubert Theater, New York         |
| 2023 | Purlie Victorious      | Charlie Cotchipee              | Music Box Theater, New York       |